# Sociedade Musical Odivelense
A Sociedade Musical Odivelense é uma das bandas filármonicas mais antigas da região de Lisboa. Ela é uma organização sem fins lucrativos cujo objectivo principal é a promoção da actividade cultural e musical, sendo um dos seus elementos nucleares, a banda.

## História

### Fundação e Primeiros Anos
A Sociedade Philarmónica Odivellense tem a sua certidão de nascimento datada de 28 de Junho de 1863, em Odivelas, na altura Concelho de Belém de acordo com a ata da 1ª reunião de Assembleia de Sócios que aprova “ … por unanimidade .”, os Estatutos que lhe vão dar corpo e personalidade jurídica. A História desta Sociedade estará sempre ligada a uma figura que é incontornável pelo seu messianismo, António Maria Bravo . Apesar do grupo fundador agregar muitos outros que foram também determinantes para a concretização deste sonho.
A sua criação, seria futuramente, pioneira no Concelho de Loures.
O ideário liberal sustentava que a educação popular passava necessariamente pelo contacto com os vários géneros culturais.
A criação da Sociedade Philarmónica Odivellense integra-se nesta dinâmica, verificando-se que no ano da sua criação, em 1863 e no mesmo mês, surgem no futuro Concelho de Loures mais duas Filarmónicas, a da Sociedade Filarmónica de Bucelas e a dos Bombeiros Voluntários do Zambujal.
Pelos muitos testemunhos deixados pelos homens que estiveram na génese desta Sociedade e dos seus seguidores, é possível hoje vislumbrar a emergência da vontade de criar cultura e a perseverança em continuar, alimentando e impulsionando esse legado cultural.
Embora a Banda Musical tenha sido sempre o foco da atividade da organização, esta foi precursora na promoção de outras propostas culturais. Em 1894, começam a ser promovidos espetáculos de Teatro na então Sociedade Philarmónica Odivellense. 

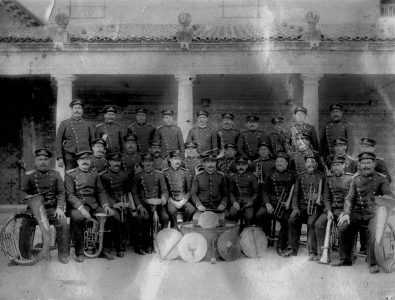
Banda da Sociedade Musical Odivelense em 1905

Em 1898, é criada a partir da SMO, a Sociedade União 29 de Junho, com sede na atual Rua António Maria Bravo nº14 em Odivelas e em 1903, é criada a Banda dos Bombeiros Voluntários de Odivelas, a partir da Sociedade Musical Odivelense.
Posteriormente, em 1905, passou a ter a designação de Sociedade Musical Odivelense - Banda dos Bombeiros Voluntários.
Quando o actual Instituto de Odivelas passou a utilizar o antigo Convento de Odivelas, a Banda abrilhantava as festas daquela instituição de ensino, às quais assistiram as Rainhas D. Maria Pia, D. Amélia e o Infante D. Afonso de Bragança. Em 1909, a Banda foi convidada a tocar para o Rei D. Manuel II. 

### A partir da República
Depois do advento da República, a Banda continuou a actuar nas festas do Instituto de Odivelas. 
Até 1913, os concertos da Banda eram acontecimentos de rua, que tinham lugar em locais privilegiados como o Largo D.Dinis. Nesse mesmo ano, a Sociedade Musical Odivelense, juntamente com populares, constrói o Coreto de Odivelas, no meio do largo do Convento D.Dinis. 

#### Cinema de Odivelas
Nos anos 20, a Sociedade Musical Odivelense foi pioneira na região na projeção de películas cinematográficas e iniciou o processo que iria dar origem ao primeiro cinema em Odivelas. As primeiras projecções cinematográficas decorreram numa sala cedida pelo Clube os Passarinhos, com sessões muito pontuais e de iniciativa privada.
Deste período inicial nada ficou registado sobre os filmes que foram exibidos. Porém, destas primeiras experiências cinematográficas resultaram dois fatores: o fascínio pelo Cinema e a consciência de que esta atividade era altamente rentável. Assim, o espaço que o Cinema ocupa dentro das atividades da SMO vai sendo cada vez maior, transformando-o na década de 30 na principal atividade, lugar que vai ocupar até aos anos 70.
Desde o início da sua criação, a SMO não possuía uma sede fixa, usando vários locais temporários como sede. É em 1931, 68 anos depois da sua fundação é que passa a dispor de um espaço próprio na Travessa da Mina, hoje Rua Maria Gomes da Silva Santos, parte integrante do núcleo antigo de Odivelas.
Em 1936 e de acordo com o oficio do Ministério das Obras Públicas e Comunicações, é autorizada a exploração do Salão de Festas como Cinema, ganhando assim consistência o projecto que virá a dar lugar ao Cine – Teatro.
As exibições efetuadas na sede, eram complementadas com as sessões de cinema ao ar livre, durante os meses de verão. Estas sessões inicialmente eram realizadas em espaços cedidos temporariamente para a realização da animação de Verão. Um dos primeiros locais onde foi projetado Cinema ao ar livre, foi no quintal do Sr. Antunes Branco, que no ano de 1938 o disponibiliza à S.M.O. 

#### Primeira Biblioteca de Odivelas
A ideia da criação da antiga, e primeira, biblioteca de Odivelas surge nos registos de Actas da Direcção como uma decisão madura e já em fase de concretização.
A sua inauguração foi realizada no 75º aniversário da SMO, a 29 de Junho de 1939, ficando a funcionar numa parte do primeiro andar da Sede da Sociedade. Os livros que passaram a fazer parte do acervo bibliotecário tiveram origem em doações de particulares. Esta biblioteca vai proporcionar à população odivelense o acesso a outras dimensões da cultura. A adesão popular a esta iniciativa da S.M.O. encontra-se, desde logo, patente no apoio transmitido pela população de Odivelas e das populações vizinhas e principalmente pelas “ …pessoas possuidoras dalguma cultura [que] manifestaram a sua satisfação pela criação da Biblioteca que muito deverá contribuir para a purificação do meio odivelense.”.
Embora não tenha sido possível conhecer o número de livros disponíveis, nem a frequência das solicitações, os registos indicam que a afluência era significativa, tendo sido necessário colocar alguém responsável para tratar dos assuntos da Biblioteca, sendo indicada como Bibliotecária a Sr.ª D. Maria Gomes da Silva Santos que tinha ao seu dispor dois colaboradores.
A criação deste espaço de leitura e difusão do conhecimento proporcionou pela primeira vez aos habitantes de Odivelas o contacto com o livro, que passou a ser uma possibilidade ditada pelo gosto e pelo prazer de ler um livro. Este projeto manteve uma estreita ligação com a comunidade escolar odivelense, promovendo ações que envolviam os professores e os alunos, atribuindo prémios para os melhores de cada classe.
A Biblioteca António Maria Bravo assegurou esta função social e cultural por um longo período. 
Na sua Sede, em 1947, são efetuadas obras de remodelação do edifício, dotando-o de um 2º piso.

### Ano de 1952 e encerramento da Sociedade

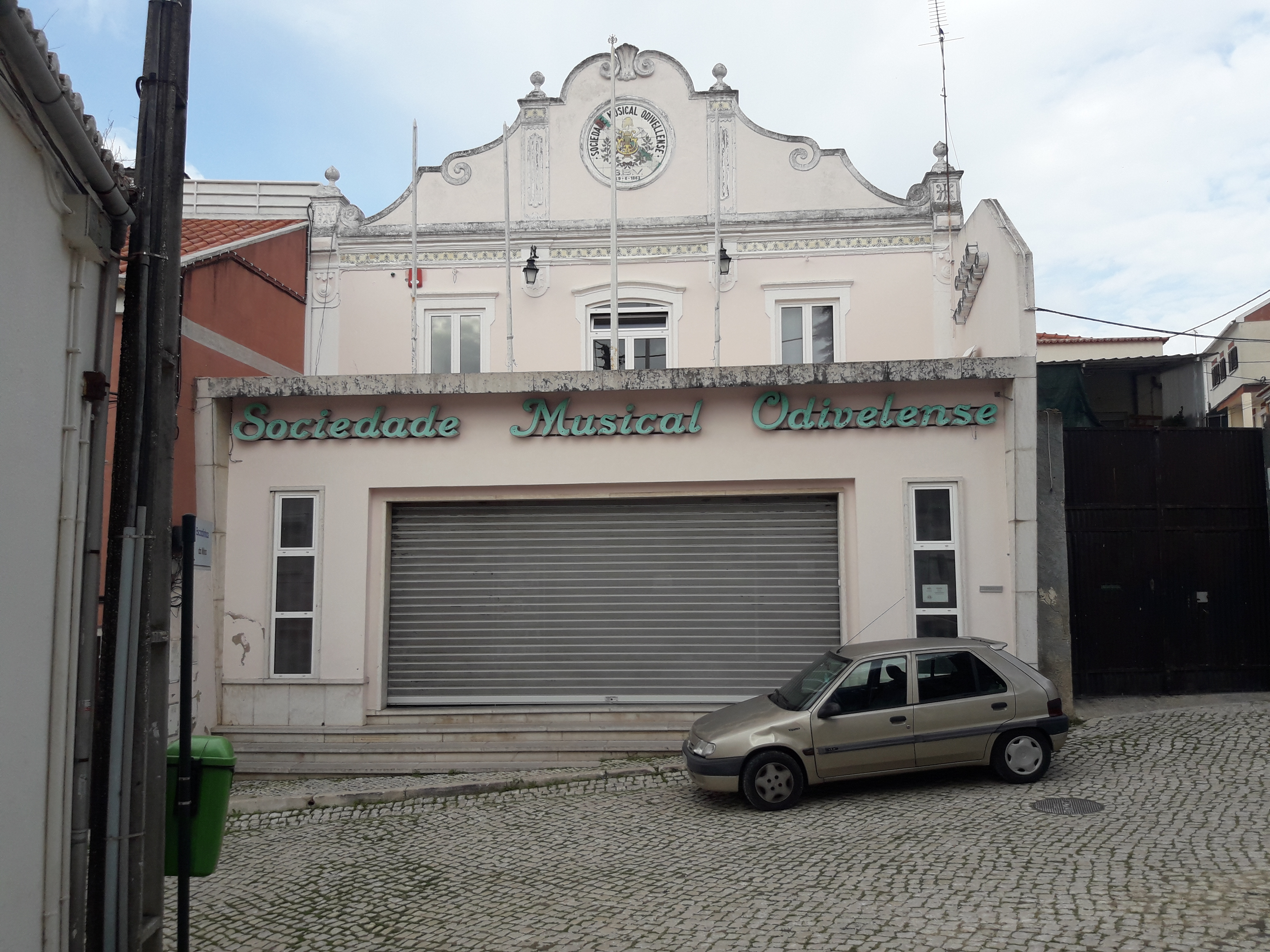
Sede da Sociedade Musical Odivelense, R. Maria Gomes da Silva Santos 7

O ano de 1952 demonstra-se negro e crucial na história da Sociedade Musical Odivelense. A Sociedade foi encerrada por determinação da Inspecção Geral de Espectáculos, com a alegação de que a mesma não reunia condições legais, vindo a reabrir em finais do ano de 1959.  No mesmo ano de 1952,o coreto de Odivelas também altera o seu local, saindo do meio do largo D.Dinis, dando esse lugar para a construção da estátua da Rainha Santa Isabel, para o lado lateral do largo. 
Apesar da sociedade ter supostamente "encerrado", existem diversos eventos da promoção da cultura e das atividades de recreio e lazer, criando um sentimento de resistência ao encerramento da sociedade e preparações para uma reabertura o mais rapidamente possível. Em 1956 o Cinema ao ar livre deixa de ter uma envolvência precária, com a negociação de um terreno, no sito na Rua do Souto, em Odivelas. É neste local que se virá a edificar a Cine Esplanada, cuja inauguração se efetua a 29 de Junho de 1956, dotando o Cinema ao ar livre de um espaço e vida própria.
O seu nome nome passa do antigo nome Sociedade Musical Odivelense - Banda dos Bombeiros Voluntários para o nome atual Sociedade Musical Odivelense. 
A Banda, que se havia dispersado em consequência da obrigatória paralisação a que tinha sido sujeita, tentou reagrupar-se em 1960, o que se tornou difícil devido ao facto de os antigos executantes terem envelhecido e os poucos que restavam serem insuficientes. Em 1963, por forma a ser possível a sua participação nas comemorações do centenário da SMO, a Banda teve de recorrer a um número considerável de elementos externos contratados para o efeito. Em resultado dos elevados encargos derivados da contratação de músicos externos, a Direcção deliberou suspender a actividade da Banda, o que se traduziu na sua extinção precisamente 100 anos após a sua criação. 

### Anos 80 e 90
Em 1979, foi criada uma escola de música para crianças a partir dos 5 anos, com o objectivo de ensinar música à população a título gratuito.
Esta iniciativa permitiu que surgisse uma nova Banda em 28 de Junho de 1981, 18 anos depois da antiga Banda ter acabado, constituída por 28 jovens, dos 7 aos 15 anos. Em 1989, a Banda deslocou-se a França, onde deu vários concertos em Vic-le-Comt, Romagnat e na Ópera Municipal de Clermont-Ferrand, este último com uma audiência de 1200 pessoas. No ano de 1992, participou na Embaixada da Juventude à Expo’92 em Sevilha, a convite do Comissariado de Portugal para a Exposição Universal.
No ano de 1992 deixa também de funcionar no edifício da sede da S.M.O. a biblioteca, passando a dispor de um espaço próprio, cedido pela Câmara Municipal de Loures, onde vai continuar a assumir-se como o único espaço público organizador e difusor do saber e da cultura, através dos livros. Só em Novembro de 1997, com a inauguração da Biblioteca Municipal D. Dinis, esta função é assumida por um organismo público, a Câmara Municipal de Loures, levando ao encerramento da Biblioteca da S.M.O.
Entre os anos de 1993 e 1997, salienta-se a participação da Banda nos seguintes eventos: Festivais Ibéricos de Bandas Amadoras, organizados pela Câmara Municipal de Loures - Festas de Verão da cidade de Monção, Minho - Intercâmbio com a Banda Filarmónica Eborense de Évora - Encontro de Bandas nas cidades de Estremoz, Sabóia e Alcácer do Sal - Desfile na Expo’98 - VIII Encontro de Bandas em Aveiras - Comemorações do Mês da Musica na cidade de Loulé, Algarve São ainda de referir as suas exibições no Teatro da Trindade em Lisboa, e no Centro Cultural da Malaposta em Olival Basto, nos quais actuou em conjunto com o Coro Lopes Graça da Academia de Amadores de Música. 

### Anos 2000 e Atualidade
Em 2002, em conjunto com a Banda da Casa do Povo de Lavre e com os Coros de Mafra e da Academia Almadense, participou no concerto de Natal na Basílica do Convento de Mafra. No ano de 2003 destacam-se os concertos para a Federação Portuguesa das Colectividades de Cultura e Recreio no Parque das Nações em Lisboa. Em 2004 a Banda de Música da Sociedade Musical Odivelense realizou um concerto comemorativo dos 30 anos do 25 de Abril no Parlamento Europeu em Bruxelas. 
Em 2008, a Banda contava com cerca de 40 músicos. 
Em 2009, são feitas obras de requalificação do espaço melhorando o espaço da sua Sede.

Atualmente, a Sociedade Musical Odivelense é uma das sociedades com mais história da região e uma das mais antigas, criando prestígio e fama ao longo da região em contexto de bandas filarmónicas, e a sua ação na freguesia de Odivelas assenta na sua Escola de Música, na Banda de Música e no Grupo Coral ”Maria Gomes”, Teatro e Dança. Estas atividades desenvolvem-se de forma articulada, proporcionando aos alunos da Escola de Música, aos elementos do Grupo Coral e aos praticantes de outras actividades a apresentação de trabalhos aonde as várias actividades interagem proporcionando espetáculos de prestígio.

## Ligações Externas
- Canal de Youtube da SMO
- Site da SMO
- Página do Facebook da Sociedade Musical Odivelense